# Peter Elkmann
Peter Elkmann, född den 16 september 1981 i Steinfurt, Tyskland, är en tysk racerförare.

## Racingkarriär
Efter ett anonymt år i F3 Euroseries 2004 fick Elkmann ett genombrott, då han 2005 vann det Tyska F3-mästerskapet överlägset före Michael Devaney. Segern där gav Elkmann åter chansen i Euroseries, och 2006 slutade han fjortonde i serien, men vann en tävling på Brands Hatch, då han höll undan från den omvända startordingens pole position. Efter den säsongen tävlade Elkmann bara sporadiskt under de kommande säsongerna.